# 24-Stunden-Rennen von Le Mans 1963

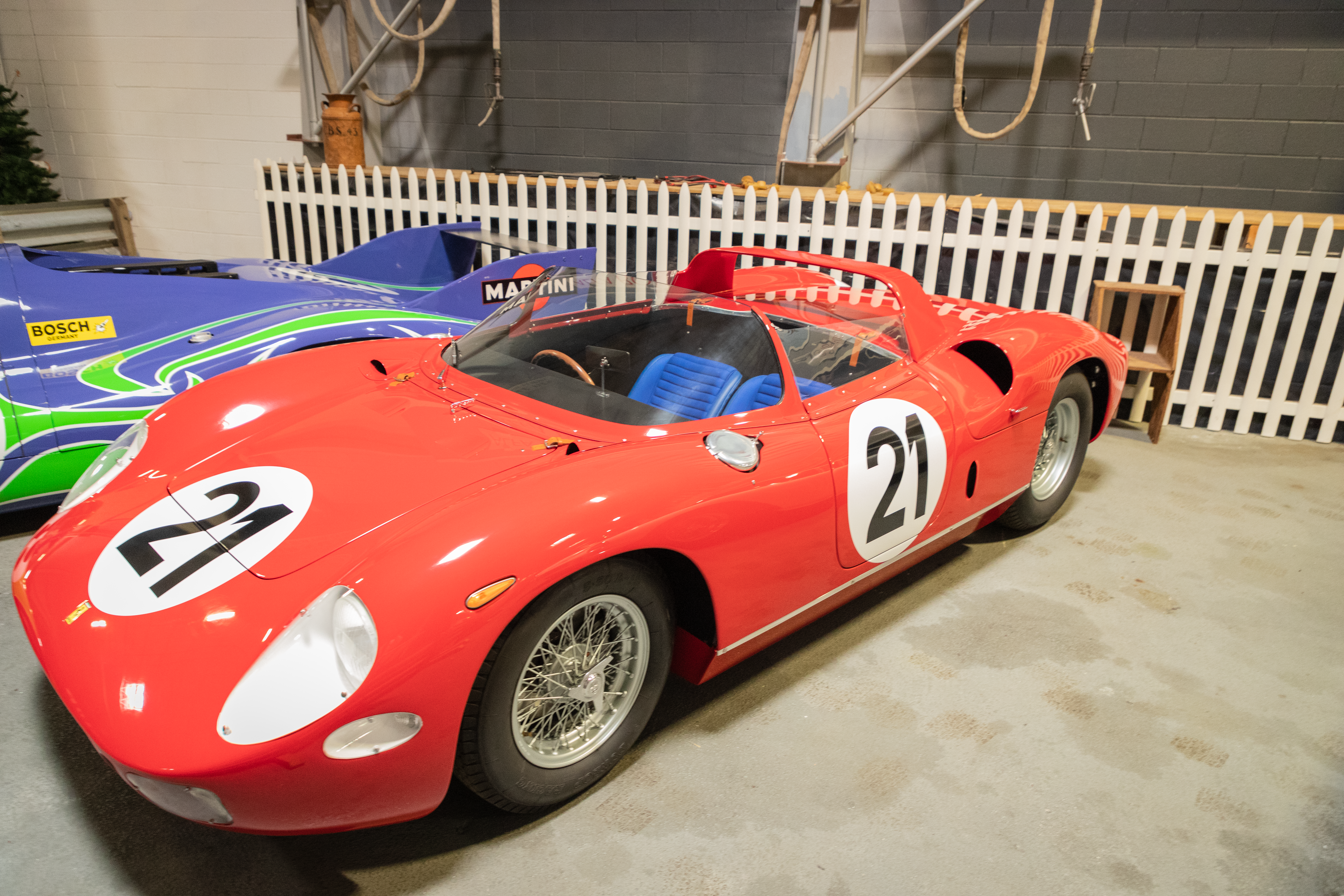
Ferrari 250P, Siegerwagen von Lorenzo Bandini und Ludovico Scarfiotti

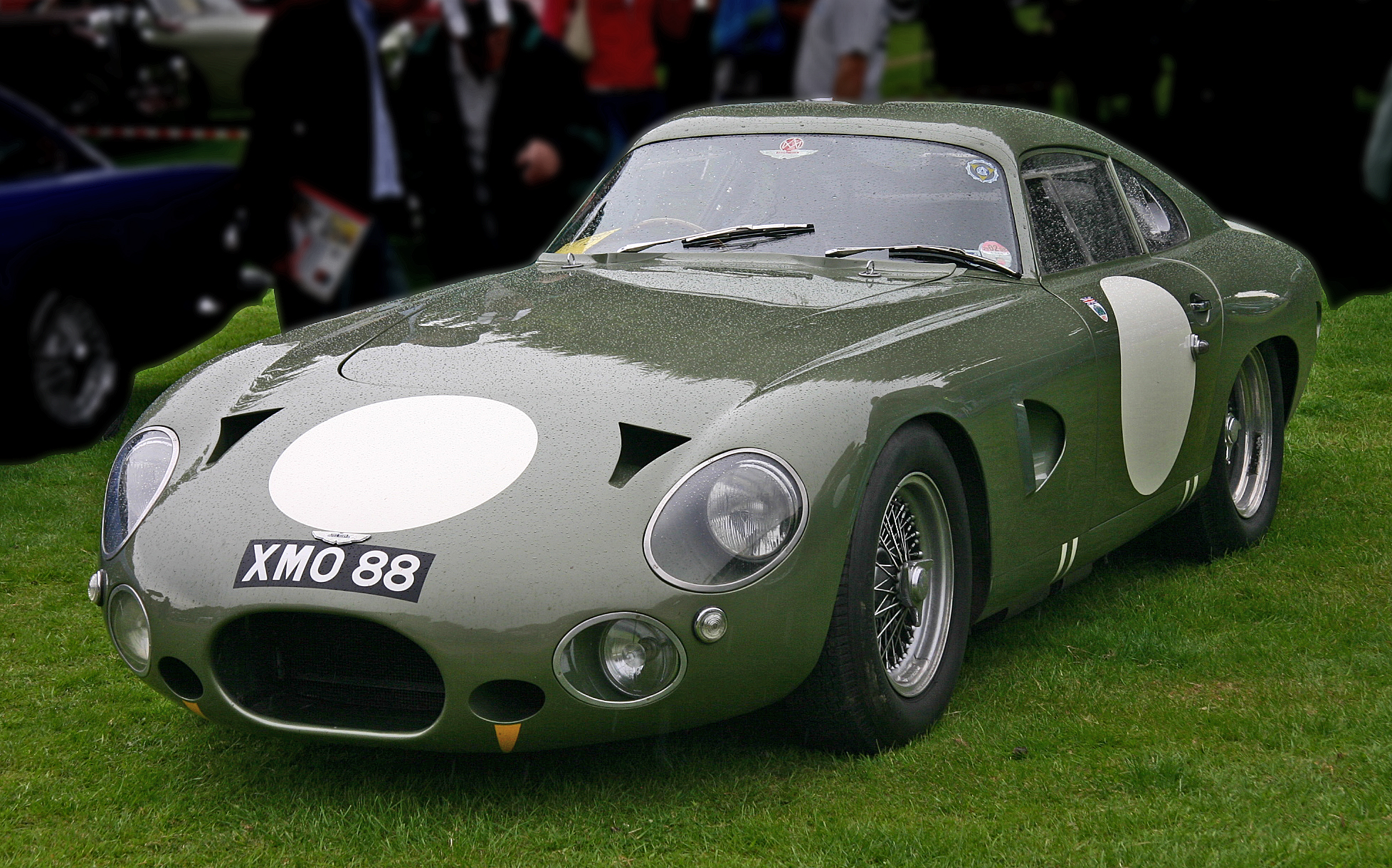
Aston Martin DP215. Gefahren von Phil Hill und Lucien Bianchi, fiel der Wagen schon nach 29 Runden durch Getriebeschaden aus.

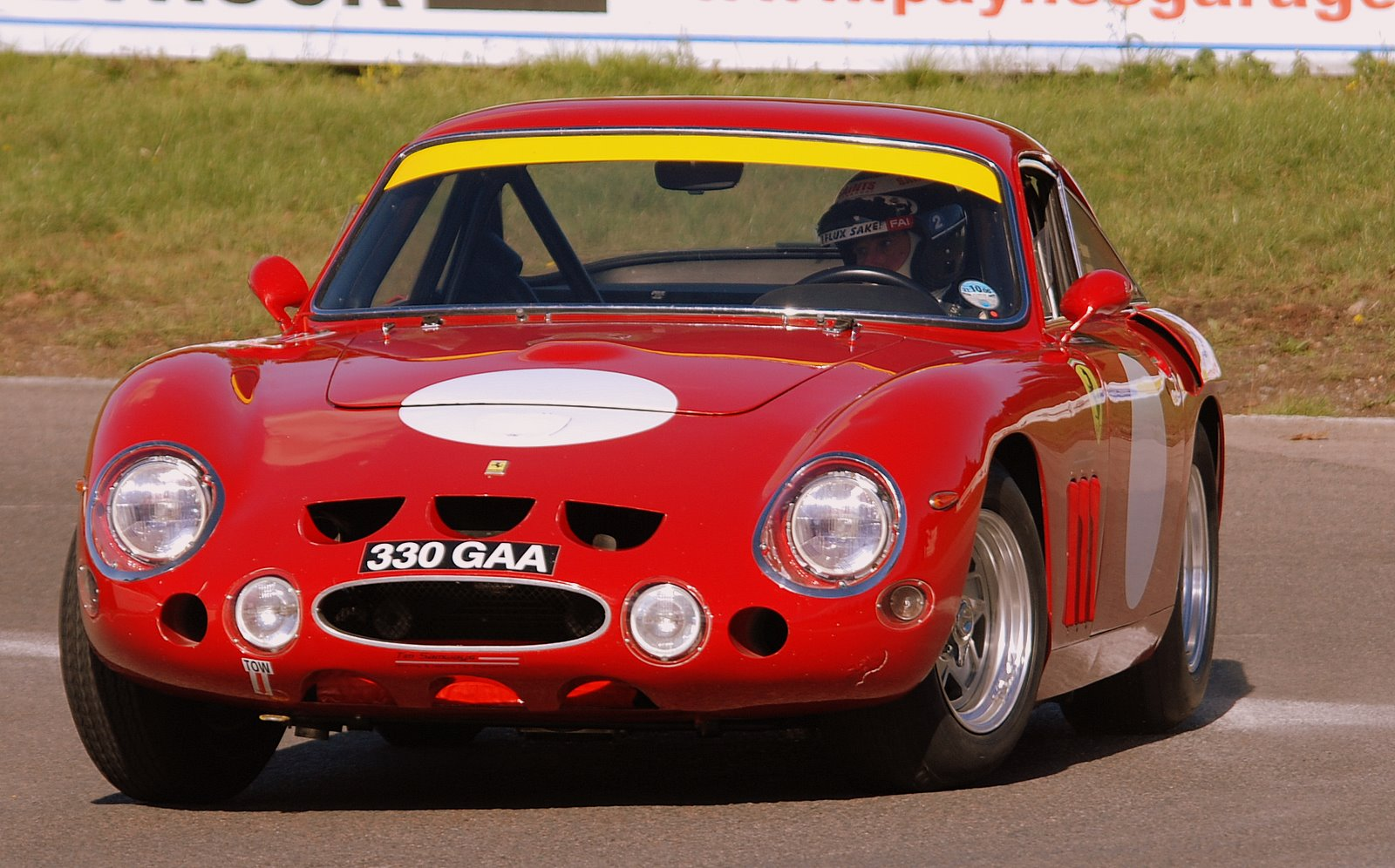
Der Ferrari 330LMB von Pierre Noblet und Jean Guichet. Ausfall durch Motorschaden

Das 31. 24-Stunden-Rennen von Le Mans, der 31e Grand Prix d’Endurance les 24 Heures du Mans, auch 24 Heures du Mans, Circuit de la Sarthe, Le Mans, fand vom 15. bis 16. Juni 1963 auf dem Circuit des 24 Heures statt.

## Das Rennen
Nach nur einem Jahr verzichtete der Automobile Club de l’Ouest auf die Experimental-Klassen und führte die Kategorisierung der Prototypen wieder ein. Klare Favoriten auf den Sieg waren die Ferrari und dabei vor allem das Werksteam selbst. In Maranello bereitete man drei neue Sportwagen, die 250P, auf den Einsatz an der Sarthe vor. Stärkste Gegner um den Gesamtsieg waren der von Maserati France gemeldete Maserati Tipo 151 und die neuen Werks-Aston Martin. Erstmals war in Le Mans auch ein Gasturbinen-Fahrzeug am Start. Schon seit 1950 experimentierte Rover mit dieser Technologie. Nach Le Mans brachte man einen Rennwagen, dessen Chassis vom britischen Formel-1-Rennstall B.R.M. entwickelt und gebaut wurde. Als Fahrer kamen die beiden Formel-1-Piloten Graham Hill und Richie Ginther zum Einsatz. Der Wagen erhielt die Doppelnull als Startnummer und musste außer Konkurrenz starten. Der Tank des Fahrzeugs war so groß, dass der Wagen nicht ins Reglement passte. Ohne Probleme schafften die beiden Grand-Prix-Piloten aber die vom ACO ausgesetzte Prämie von 25.000 Francs. Diese wurde fällig wenn der Wagen die 3600 km Gesamtdistanz erreichte. Der Rover schaffte 573 km mehr und wäre im Schlussklassement an der siebten Stelle gelegen.
AC setzte seine neuen Cobras ein, wobei am Wagen mit der Startnummer 3, den Peter Bolten und der Le-Mans-Sieger von 1956 Ninian Sanderson fuhren, Stirling Moss als Teammanager arbeitete.
Der Lola GT kam viel zu spät zur technischen Abnahme und entsprach dann nicht ganz dem Reglement. Unter den kritischen Augen der ACO-Offiziellen musste der Rennwagen umgebaut werden, sodass David Hobbs und Richard Attwood doch noch ins Rennen gehen konnten. Die drei Werks-Ferrari führten eine Schaufel und Holzplatten am Beifahrersitz im Rennen mit, da alle drei Wagen im Training in der gefürchteten Sandbank der Mulsanne stecken blieben.

### Schwere Unfälle
Nach der ersten Runde führte der Mexikaner Pedro Rodríguez, der aus der Pole-Position ins Rennen gegangen war. Aber schon in der zweiten Runde setzte sich der Le-Mans-Veteran André Simon im Maserati an die Spitze und behielt diese bis zum Ausfall nach zwei Rennstunden. Daraufhin übernahm der Surtees/Mairesse-Ferrari die Führung.
Knapp vor 21 Uhr platzte am Aston Martin DP214 von Bruce McLaren auf der Les Hunaudières der Motor und überschwemmte die Straße mit Öl. Dies löste eine Folge von schweren Unfällen aus. Jean Kerguen, Roy Salvadori und Jean-Pierre Manzon verloren die Herrschaft über ihre Fahrzeuge. Während Kerguen seinen Aston Martin nur leicht beschädigte und an die Boxen zurückfahren konnte, wurden die beiden anderen Wagen völlig zerstört. Den schlimmsten Unfall hatte der Brasilianer Christian „Bino“ Heins, der im Wrack seines Alpine M63 eingeklemmt wurde und hilflos verbrannte. In der Nacht verunfallten Fernand Tavano und Joakim Bonnier knapp hintereinander, blieben aber unverletzt.
Bon Olthoff wurde bei einem weiteren Unfall in Maison Blanche schwer verletzt. Der letzte Unfall ereignete sich am Sonntag um 10 Uhr. Der überlegen führende Willy Mairesse kam gerade vom Tankstopp aus der Box, als er in der Indianapolis in eine Barriere krachte. Da zu viel Sprit im Tank war, schwappte dieser über, und der Ferrari ging in Flammen auf. Der Belgier kam mit Verbrennungen an den Händen davon.
Am Ende siegte dennoch Ferrari zum siebten Mal. Es war der erste Sieg für einen Heckmotor-Rennwagen in Le Mans, und zum ersten Mal gewannen zwei Italiener für die Scuderia. Die Ehre Frankreichs rettete einmal mehr René Bonnet mit dem Sieg im Index für Thermal Efficiency.

## Ergebnisse

### Piloten nach Nationen
| 27 Briten     | 26 Franzosen | 15 US-Amerikaner | 9 Italiener    | 7 Belgier    |
| 3 Deutsche    | 3 Schweizer  | 2 Niederländer   | 2 Südafrikaner | 1 Australier |
| 1 Brasilianer | 1 Mexikaner  | 1 Neuseeländer   | 1 Schwede      |              |

### Schlussklassement
| Pos.            | Klasse   | Nr. | Team                           | Fahrer                                | Chassis                    | Motor                   | Reifen | Runden |
| --------------- | -------- | --- | ------------------------------ | ------------------------------------- | -------------------------- | ----------------------- | ------ | ------ |
| 1               | P 3.0    | 21  | SpA Ferrari SEFAC              | Lorenzo Bandini Ludovico Scarfiotti   | Ferrari 250P               | Ferrari 3.0L V12        | D      | 339    |
| 2               | GT 3.0   | 24  | Equipe Nationale Belge         | Jean Blaton Gérard Langlois van Ophem | Ferrari 250 GTO            | Ferrari 3.0L V12        | D      | 323    |
| 3               | P 3.0    | 22  | SpA Ferrari SEFAC              | Mike Parkes Umberto Maglioli          | Ferrari 250P               | Ferrari 3.0L V12        | D      | 323    |
| 4               | GT 3.0   | 25  | Fernand Tavano                 | Pierre Dumay Léon Dernier             | Ferrari 250 GTO            | Ferrari 3.0L V12        | D      | 322    |
| 5               | P + 3.0  | 12  | Maranello Concessionaires Ltd. | Jack Sears Mike Salmon                | Ferrari 330LMB             | Ferrari 4.0L V12        | D      | 314    |
| 6               | GT 3.0   | 26  | North American Racing Team     | Masten Gregory David Piper            | Ferrari 250 GTO LMB        | Ferrari 3.0L V12        | D      | 312    |
| 7               | GT + 3.0 | 3   | AC Cars Ltd                    | Peter Bolton Ninian Sanderson         | AC Cobra 289 Coupé         | Ford 4.7L V8            | D      | 310    |
| 8               | P 3.0    | 28  | Porsche System Engineering     | Herbert Linge Edgar Barth             | Porsche 718/8 WRS Spyder   | Porsche 2.0L Flat-8     | D      | 300    |
| 9               | GT + 3.0 | 15  | Briggs Cunningham              | Briggs Cunningham Bob Grossman        | Jaguar E-Type Lightweight  | Jaguar 3.8L I6          | D      | 283    |
| 10              | GT 1.3   | 39  | Team Elite                     | John Wagstaff Pat Ferguson            | Lotus Elite Mk14           | Coventry Climax 1.2L I4 | D      | 270    |
| 11              | P 3.0    | 53  | Automobiles René Bonnet        | Jean-Pierre Beltoise Claude Bobrowski | René Bonnet Aérodjet LM6   | Renault-Gordini 1.1L I4 | D      | 269    |
| 12              | GT 2.0   | 31  | Alan Hutcherson                | Alan Hutcherson Paddy Hopkirk         | MG MGB Hardtop             | MG 1.8L I4              | D      | 264    |
| Nicht klassiert |          |     |                                |                                       |                            |                         |        |        |
| 13              |          | 00  | Owen Racing Organisation       | Graham Hill Richie Ginther            | Rover-B.R.M.               | Rover 2.0L Gasturbine   | D      | 310    |
| 14              | P 3.0    | 41  | Automobiles René Bonnet        | Bruno Basini Robert Bouharde          | René Bonnet Aérodjet       | Renault-Gordini 1.1L I4 | D      | 211    |
| Disqualifiziert |          |     |                                |                                       |                            |                         |        |        |
| 15              | GT + 3.0 | 4   | Ed Hugus                       | Ed Hugus Peter Jopp                   | AC Cobra Coupe             | Ford 4.7L V8            | D      | 127    |
| 16              | P 3.0    | 44  | Lawrence Tune Engineering      | Chris Lawrence Chris Spender          | Deep Sanderson 301         | BMC 1.0L I4             | D      | 110    |
| 17              | P 3.0    | 58  | Jean-Georges Branche           | Jean-Georges Branche Claude Dubois    | Fiat-Abarth 850TC          | Fiat 0.8L I4            | M      | 96     |
| 18              | GT 1.6   | 35  | Scuderia St. Ambroeus          | Giampiero Biscaldi Sergio Pedretti    | Alfa Romeo Giulietta SZ    | Alfa Romeo 1.6L I4      | P      | 70     |
| Ausgefallen     |          |     |                                |                                       |                            |                         |        |        |
| 19              | P 3.0    | 23  | SpA Ferrari SEFAC              | John Surtees Willy Mairesse           | Ferrari 250P               | Ferrari 3.0L V12        | D      | 252    |
| 20              | P 3.0    | 50  | Société des Automobiles Alpine | Bernard Boyer Guy Verrier             | Alpine M63                 | Renault-Gordini 1.0L I4 | D      | 227    |
| 21              | GT 1.6   | 32  | Sunbeam Talbot                 | Jackie Lewis Keith Ballisat           | Sunbeam Alpine             | Sunbeam 1.6L I4         | D      | 200    |
| 22              | GT 1.3   | 38  | Team Elite                     | Frank Gardner John Coundley           | Lotus Elite Mk14           | Coventry Climax 1.2L I4 | D      | 167    |
| 23              | GT 1.6   | 34  | Scuderia St. Ambroeus          | Giancarlo Sala Romolo Rossi           | Alfa Romeo Giulietta SZ    | Alfa Romeo 1.6L I4      | P      | 165    |
| 24              | P + 3.0  | 6   | Lola Cars Ltd.                 | Richard Attwood David Hobbs           | Lola Mk6 GT                | Ford 4.6L V8            | D      | 151    |
| 25              | P 3.0    | 7   | Aston Martin Lagonda Ltd.      | William Kimberly Jo Schlesser         | Aston Martin DP214         | Aston Martin 3.7L I6    | D      | 139    |
| 26              | P + 3.0  | 11  | North American Racing Team     | Dan Gurney Jim Hall                   | Ferrari 330LMB             | Ferrari 4.0L V12        | G      | 126    |
| 27              | GT 2.0   | 30  | Porsche System Engineering     | Heinz Schiller Ben Pon                | Porsche 356B 2000GS GT     | Porsche 2.0L Flat-4     | D      | 115    |
| 28              | P + 3.0  | 10  | North American Racing Team     | Pedro Rodríguez Roger Penske          | Ferrari 330TRI LM          | Ferrari 4.0L V12        | G      | 113    |
| 29              | P 3.0    | 27  | Porsche System Engineering     | Joakim Bonnier Tony Maggs             | Porsche 718/8 GTR Coupe    | Porsche 2.0L Flat-8     | D      | 109    |
| 30              | GT 3.0   | 20  | SpA Ferrari SEFAC              | Fernand Tavano Carlo-Maria Abate      | Ferrari 250 GTO            | Ferrari 3.0L V12        | D      | 105    |
| 31              | P 3.0    | 42  | Donald Healey Motor Company    | Sir John Whitmore Bob Olthoff         | Austin-Healey Sprite 1100  | BMC 1.1L I4             | D      | 94     |
| 32              | GT 2.0   | 29  | Porsche System Engineering     | Gerhard Koch Carel Godin de Beaufort  | Porsche 356B 2000GS GT     | Porsche 2.0L Flat-4     | D      | 94     |
| 33              | GT 1.6   | 33  | Sunbeam Talbot                 | Peter Harper Peter Procter            | Sunbeam Alpine             | Sunbeam 1.6L I4         | D      | 93     |
| 34              | P + 3.0  | 9   | Pierre Noblet                  | Pierre Noblet Jean Guichet            | Ferrari 330LMB             | Ferrari 4.0L V12        | D      | 75     |
| 35              | GT + 3.0 | 19  | Jean Kerguen                   | Jean Kerguen Jacques Dewez            | Aston Martin DB4 GT Zagato | Aston Martin 3.8L I6    | D      | 69     |
| 36              | P 3.0    | 49  | Société des Automobiles Alpine | René Richard Piero Frescobaldi        | Alpine M63                 | Renault-Gordini 1.0L I4 | D      | 63     |
| 37              | GT + 3.0 | 8   | Aston Martin Lagonda Ltd.      | Innes Ireland Bruce McLaren           | Aston Martin DP214         | Aston Martin 3.7L I6    | D      | 59     |
| 38              | P 3.0    | 48  | Société des Automobiles Alpine | José Rosinski Christian Heins         | Alpine M63                 | Renault-Gordini 1.0L I4 | D      | 50     |
| 39              | P 3.0    | 52  | Urbain Fabre                   | Jean-Pierre Manzon Jean Rolland       | René Bonnet Aérodjet LM6   | Renault-Gordini 1.0L I4 | D      | 47     |
| 40              | P + 3.0  | 2   | Maserati France Johnny Simone  | André Simon Lloyd Casner              | Maserati Tipo 151/3        | Maserati 4.9L V8        | D      | 40     |
| 41              | GT + 3.0 | 16  | Briggs Cunningham              | Paul Richards Roy Salvadori           | Jaguar E-Type Lightweight  | Jaguar 3.8L I6          | D      | 40     |
| 42              | P + 3.0  | 17  | Peter J. Sargent               | Peter Sargent Peter Lumsden           | Lister Coupe               | Jaguar 3.8L I6          | D      | 29     |
| 43              | P + 3.0  | 18  | Aston Martin Lagonda Ltd.      | Phil Hill Lucien Bianchi              | Aston Martin DP215         | Aston Martin 4.0L I6    | D      | 29     |
| 44              | P 3.0    | 54  | Automobiles René Bonnet        | Gérard Laureau Jean Vinatier          | René Bonnet RB5            | Renault 0.7L I4         | D      | 25     |
| 45              | GT + 3.0 | 14  | Briggs Cunningham              | Walt Hansgen Augie Pabst              | Jaguar E-Type Lightweight  | Jaguar 3.8L I6          | D      | 8      |
| 46              | GT 1.6   | 36  | Scuderia Filipinetti           | Karl Foitek Armand Schäfer            | Alfa Romeo Giulietta GZ    | Alfa Romeo 1.6L I4      | D      | 7      |
| 47              | P 3.0    | 51  | Automobiles René Bonnet        | Roger Masson Pierre Monneret          | René Bonnet Aérodjet LM6   | Renault-Gordini 1.0L I4 | D      | 4      |
| 48              | P 3.0    | 55  | Gérard Flayac                  | Gèrard Flayac Lucien Barthe           | Fiat-Abarth 1000SP         | Fiat 1.0L I4            | M      | 3      |
| 49              | P3.0     | 56  | Auto Union GmbH                | Alain Bertaut André Guilhaudin        | CD 3                       | DKW-Manztel 0.7L I3     | M      | 1      |

### Nur in der Meldeliste
Hier finden sich Teams, Fahrer und Fahrzeuge die ursprünglich für das Rennen gemeldet waren, aber aus den unterschiedlichsten Gründen daran nicht teilnahmen.
| Pos. | Klasse   | Nr. | Team                         | Fahrer                                                     | Chassis                    | Motor                   | Reifen |
| ---- | -------- | --- | ---------------------------- | ---------------------------------------------------------- | -------------------------- | ----------------------- | ------ |
| 50   | GT + 3.0 | 1   | Grady Davis                  |                                                            | Chevrolet Corvette         | Chevrolet 5.4L V8       |        |
| 51   | GT + 3.0 | 1   | Alan Green                   | Jerry Grant Don Campbell                                   | Chevrolet Corvette         | Chevrolet 5.4L V8       |        |
| 52   | GT + 3.0 | 2   | Mickey Thompson              | Dick Thompson Bill Krause                                  | Chevrolet Corvette         | Chevrolet 5.4L V8       |        |
| 53   | P + 3.0  | 4   | Chaparral Cars               | Jim Hall Hap Sharp                                         | Chaparral 2A               | Chevrolet 5.0L V8       |        |
| 54   | P + 3.0  | 5   | Chaparral Cars               | Bob Donner Ronnie Hissom                                   | Chaparral 2A               | Chevrolet 5.0L V8       |        |
| 55   | P + 3.0  | 5   | Broadley Lola Cars           | John Love Tony Maggs                                       | Lola Mk6 GT                | Ford 4.6L V8            |        |
| 56   | GT + 3.0 | 9   | Shelby American              |                                                            | Shelby Cobra               | Ford 4.8L V8            |        |
| 57   | P + 3.0  | 15  | David Brown                  | Bruce McLaren Jo Schlesser Lucien Bianchi William Kimberly | Aston Martin DP214         | Aston Martin 3.7L I6    |        |
| 58   | P 3.0    | 23  | SpA Ferrari SEFAC            |                                                            | Ferrari 250P               | Ferrari 3.0L V12        |        |
| 59   | GT 3.0   | 25  | North American Racing Team   | Pedro Rodríguez                                            | Ferrari 250 GTO            | Ferrari 3.0L V12        |        |
| 60   | GT 3.0   | 26  | North American Racing Team   |                                                            | Ferrari 250 GTO            | Ferrari 3.0L V12        |        |
| 61   | P 3.0    | 27  | Donald Healey Motor Company  |                                                            | Austin-Healey 3000         | BMC 3.0L L6             |        |
| 62   | P 3.0    | 37  | OSCA Automobili              |                                                            | OSCA 1600GT                | O.S.C.A. 1.6L I4        |        |
| 63   | GT 1.3   | 38  | Abarth Corse & Cie           | Herbert Demetz                                             | Abarth-Simca 1300 Bialbero | Simca 1.3L I4           |        |
| 64   | GT 1.3   | 38  | Abarth Corse & Cie           | Hans Herrmann Mauro Bianchi                                | Abarth-Simca 1300 Bialbero | Simca 1.3L I4           |        |
| 65   | GT 1.3   | 40  | Equipe Nationale Belge       | Claude Dubois George Harris                                | Lotus Elite                | Coventry Climax 1.2L I4 |        |
| 66   | P 3.0    | 43  | Scuderia Filipinetti         | Herbert Müller Jean-Jacques Thuner                         | ASA 1100                   |                         |        |
| 67   | P 3.0    | 45  | Equipe Lausannoise           | Bernard Collomb                                            | Deep Sanderson 301         | BMC 1.0L I4             |        |
| 68   | P 3.0    | 46  | Scuderia A.S. Elmo D’Argento | Paul Condrillier Jean Vinatier                             | ASA Mile                   |                         |        |
| 69   | P 3.0    | 47  | Scuderia A.S. Elmo D’Argento | Giorgio Bassi Carlo Facetti                                | ASA Mile                   |                         |        |
| 70   | P 3.0    | 50  | Abarth                       | Gianni Balzarini                                           | Fiat-Abarth 1000           | Fiat 1.0L L4            |        |
| 71   | P 3.0    | 53  | Automobiles René Bonnet      |                                                            | René Bonnet Djet           | Renault-Gordini 1.0L I4 |        |
| 72   | P 3.0    |     |                              |                                                            | Tojeiro Mk.II              | Buick 3.0L V8           |        |
| 73   | P 3.0    |     | Falcon                       |                                                            | Falcon 515                 | Ford 3.0L V8            |        |
| 74   |          |     |                              |                                                            | Lancia                     |                         |        |
| 75   | GT + 3.0 |     |                              |                                                            | Shelby Cobra               | Ford 4.7L V8            |        |
| 76   | GT + 3.0 |     |                              |                                                            | Chevrolet Corvette         | Chevrolet 5.4L V8       |        |
| 77   | P 3.0    |     | Falcon                       |                                                            | Falcon 515                 | Ford 3.0L V8            |        |
| 78   | P 3.0    |     |                              |                                                            | Marcos Mini GT             |                         |        |
| 79   | GT 3.0   |     | Jo Schlesser                 | Jo Schlesser                                               | Ferrari 250 GTO            | Ferrari 3.0L V12        |        |
| 80   | GT + 2.0 |     |                              |                                                            | TVR Grantura               |                         |        |
| 81   | P 3.0    |     | Falcon                       |                                                            | Falcon 515                 | Ford 3.0L V8            |        |
| 82   | P 3.0    |     |                              |                                                            | Auto Union 1000S           |                         |        |

### Index of Performance
| Pos. | Nr. | Fahrer                                | Chassis                   | Koeffizient | Platzierung im Gesamtklassement |
| ---- | --- | ------------------------------------- | ------------------------- | ----------- | ------------------------------- |
| 1    | 21  | Lorenzo Bandini Ludovico Scarfiotti   | Ferrari 250P              | 1.23600     | Gesamtsieg                      |
| 2=   | 24  | Jean Blaton Gérard Langlois van Ophem | Ferrari 250 GTO           | 1.17800     | Rang 2                          |
| 2=   | 22  | Mike Parkes Umberto Maglioli          | Ferrari 250P              | 1.17800     | Rang 3                          |
| 4    | 25  | Pierre Dumay Léon Dernier             | Ferrari 250 GTO           | 1.17400     | Rang 4                          |
| 5    | 28  | Herbert Linge Edgar Barth             | Porsche 718/8 WRS Spyder  | 1.14000     | Rang 8                          |
| 6    | 26  | Masten Gregory David Piper            | Ferrari 250 GTO LMB       | 1.13800     | Rang 6                          |
| 7    | 53  | Jean-Pierre Beltoise Claude Bobrowski | René Bonnet Aérodjet LM6  | 1.12100     | Rang 11                         |
| 8    | 12  | Jack Sears Mike Salmon                | Ferrari 330LMB            | 1.12000     | Rang 5                          |
| 9    | 39  | John Wagstaff Pat Ferguson            | Lotus Elite Mk14          | 1.10200     | Rang 10                         |
| 10   | 3   | Peter Bolton Ninian Sanderson         | AC Cobra 289 Coupé        | 1.09700     | Rang 7                          |
| 11   | 15  | Briggs Cunningham Bob Grossman        | Jaguar E-Type Lightweight | 1.01700     | Rang 9                          |
| 12   | 31  | Alan Hutcherson Paddy Hopkirk         | MG MGB Hardtop            | 1.01200     | Rang 12                         |

### Index of Thermal Efficiency
| Pos. | Nr. | Fahrer                                | Chassis                   | Durchschnittsgeschwindigkeit | Fahrzeuggewicht | Liter/100 km | Koeffizient | Platzierung im Gesamtklassement |
| ---- | --- | ------------------------------------- | ------------------------- | ---------------------------- | --------------- | ------------ | ----------- | ------------------------------- |
| 1    | 53  | Jean-Pierre Beltoise Claude Bobrowski | René Bonnet Aérodjet LM6  | 151,204 km/h                 | 630 kg          | 12,48        | 1.25000     | Rang 11                         |
| 2    | 21  | Lorenzo Bandini Ludovico Scarfiotti   | Ferrari 250P              | 190,071 km/h                 | 930 kg          | 29,33        | 1.18000     | Gesamtsieg                      |
| 3    | 39  | John Wagstaff Pat Ferguson            | Lotus Elite Mk14          | 151,368 km/h                 | 670 kg          | 13,63        | 1.17000     | Rang 10                         |
| 4    | 22  | Mike Parkes Umberto Maglioli          | Ferrari 250P              | 181,092 km/h                 | 812 kg          | 31,59        | 0.95000     | Rang 3                          |
| 5    | 26  | Masten Gregory David Piper            | Ferrari 250 GTO LMB       | 174,923 km/h                 | 1147 kg         | 31,68        | 0.93000     | Rang 6                          |
| 6    | 24  | Jean Blaton Gérard Langlois van Ophem | Ferrari 250 GTO           | 181,097 km/h                 | 1080 kg         | 36,17        | 0.90000     | Rang 2                          |
| 7    | 25  | Pierre Dumay Léon Dernier             | Ferrari 250 GTO           | 180,663 km/h                 | 1090 kg         | 37,46        | 0.86000     | Rang 4                          |
| 8=   | 12  | Jack Sears Mike Salmon                | Ferrari 330LMB            | 176,816 km/h                 | 1258 kg         | 39,92        | 0.85000     | Rang 5                          |
| 8=   | 31  | Alan Hutcherson Paddy Hopkirk         | MG MGB Hardtop            | 148,002 km/h                 | 920 kg          | 19,99        | 0.85000     | Rang 12                         |
| 10   | 28  | Herbert Linge Edgar Barth             | Porsche 718/8 WRS Spyder  | 168,760 km/h                 | 760 kg          | 26,86        | 0.84000     | Rang 8                          |
| 11   | 15  | Briggs Cunningham Bob Grossman        | Jaguar E-Type Lightweight | 159,087 km/h                 | 1020 kg         | 27,63        | 0.79000     | Rang 9                          |

### Klassensieger
| Klasse                      | Fahrer               | Fahrer                    | Fahrzeug                 | Platzierung im Gesamtklassement |
| --------------------------- | -------------------- | ------------------------- | ------------------------ | ------------------------------- |
| Index of Performance        | Ludovico Scarfiotti  | Lorenzo Bandini           | Ferrari 250P             | Gesamtsieg                      |
| Index of Thermal Efficiency | Jean-Pierre Beltoise | Claude Bobrowski          | René Bonnet Aerodjet LM6 | Rang 11                         |
| Special A.C.O Award         | Graham Hill          | Richie Ginther            | Rover-B.R.M.             | außer Konkurrenz am Start       |
| Prototyp 2001–3000 cm³      | Ludovico Scarfiotti  | Lorenzo Bandini           | Ferrari 250P             | Gesamtsieg                      |
| Prototyp 1601–2000 cm³      | Herbert Linge        | Edgar Barth               | Porsche 718/8 WRS Spyder | Rang 8                          |
| Prototyp 1001–1150 cm³      | Jean-Pierre Beltoise | Claude Bobrowski          | René Bonnet Aerodjet LM6 | Rang 11                         |
| GT 4001–5000 cm³            | Peter Bolton         | Ninian Sanderson          | AC Cobra 289 Coupé       | Rang 7                          |
| GT 3001–4000 cm³            | Jack Sears           | Mike Salmon               | Ferrari 330LMB           | Rang 5                          |
| GT-Wagen 2001–3000 cm³      | Jean Blaton          | Gérard Langlois van Ophem | Ferrari 250 GTO          | Rang 2                          |
| GT-Wagen 1601–2000 cm³      | Paddy Hopkirk        | Alan Hutcherson           | MG MBG Hardtop           | Rang 12                         |
| GT-Wagen 1151–1300 cm³      | John Wagstaff        | Pat Ferguson              | Lotus Elite MK14         | Rang 10                         |

### Renndaten
- Gemeldet: 82
- Gestartet: 49
- Gewertet: 12
- Rennklassen: 11
- Zuschauer: 300.000
- Ehrenstarter des Rennens: Comte Hadelin de Liedereke-Beaufort, Präsident des Automobile Club de France
- Wetter am Rennwochenende: warm und sonnig
- Streckenlänge: 13,461 km
- Fahrzeit des Siegerteams: 24:00:00,000 Stunden
- Gesamtrunden des Siegerteams: 339
- Gesamtdistanz des Siegerteams: 4561,710 km
- Siegerschnitt: 190,071 km/h
- Pole Position: Pedro Rodríguez – Ferrari 330 TRI LM (#10) – 3:50,090 = 209,873 km/h
- Schnellste Rennrunde: John Surtees – Ferrari 250P (#23) – 3:53,300 = 207,714 km/h
- Rennserie: 10. Lauf zur Sportwagen-Weltmeisterschaft 1963